# Eurya taitungensis
Eurya taitungensis là một loài thực vật có hoa trong họ Pentaphylacaceae. Loài này được C.E. Chang mô tả khoa học đầu tiên năm 1962.